# Eleições europeias de 2024 (França)
As eleições europeias de 2024 na França foram realizadas a 9 de junho e serviram para eleger os 81 deputados nacionais para o Parlamento Europeu durante as eleições europeias. Estas eleições foram realizadas depois da reeleição de Emmanuel Macron como presidente em 2022, bem como, depois da coligação governativa de Macron ter perdido a sua maioria parlamentar.
Os resultados deram uma vitória estrondosa ao Reagrupamento Nacional que conseguiu o seu melhor resultado de sempre numa eleição nacional. Os nacionalistas de Jordan Bardella e Marine Le Pen conseguiam mais de 31% dos votos e elegeram 30 deputados.
A coligação liderada pelo Renascimento, partido do presidente Emmanuel Macron, obteve um péssimo resultado ao ficar reduzido a pouco mais de 14%. Estes resultados levaram o presidente Macron a dissolver a Assembleia Nacional Francesa e a convocar eleições antecipadas para os dias 30 de junho e 7 de julho, num discurso em que Macron aproveitou para criticar os resultados das eleições dizendo que a ascensão de forças nacionalistas e de extrema-direita ameaçam a França e a Europa.
Quanto aos outros partidos, de destacar o bom resultado do Partido Socialista que, depois de anos de declínio eleitoral, conseguiu obter um forte crescimento e ficou perto de ficar à frente do partido de Macron ao conseguir 13,8%.

## Representação parlamentar 2019-2024
A tabela mostra os deputados de acordo com a última informação do Parlamento Europeu:
| Partido Nacional | Partido Nacional                        | Deputados | Grupo Parlamentar                                     | Grupo Parlamentar                                 |
| ---------------- | --------------------------------------- | --------- | ----------------------------------------------------- | ------------------------------------------------- |
|                  | Reagrupamento Nacional                  | 18 / 79   |                                                       | Identidade e Democracia                           |
|                  | Renascimento                            | 13 / 79   |                                                       | Renovar a Europa (12)                             |
|                  | Renascimento                            | 13 / 79   | Aliança Progressista dos Socialistas e Democratas (1) |                                                   |
|                  | Os Ecologistas                          | 10 / 79   |                                                       | Verdes/Aliança Livre Europeia                     |
|                  | Os Republicanos                         | 7 / 79    |                                                       | Grupo do Partido Popular Europeu                  |
|                  | Movimento Democrático                   | 6 / 79    |                                                       | Renovar a Europa                                  |
|                  | França Insubmissa                       | 5 / 79    |                                                       | Esquerda Unitária Europeia/Esquerda Nórdica Verde |
|                  | Partido Socialista                      | 3 / 79    |                                                       | Aliança Progressista dos Socialistas e Democratas |
|                  | Partido Radical                         | 2 / 79    |                                                       | Renovar a Europa                                  |
|                  | Horizontes                              | 2 / 79    |                                                       | Renovar a Europa                                  |
|                  | Regiões e Povos Solidários              | 2 / 79    |                                                       | Verdes/Aliança Livre Europeia                     |
|                  | Praça Pública                           | 2 / 79    |                                                       | Aliança Progressista dos Socialistas e Democratas |
|                  | Os Centristas                           | 1 / 79    |                                                       | Grupo do Partido Popular Europeu                  |
|                  | Novo Acordo                             | 1 / 79    |                                                       | Aliança Progressista dos Socialistas e Democratas |
|                  | Esquerda Republicana e Socialista       | 1 / 79    |                                                       | Esquerda Unitária Europeia/Esquerda Nórdica Verde |
|                  | Reconquête                              | 1 / 79    |                                                       | Reformistas e Conservadores Europeus              |
|                  | Jérémy Decerle (Independente)           | 1 / 79    |                                                       | Renovar a Europa                                  |
|                  | Gilbert Collard (Independente)          | 1 / 79    |                                                       | Não inscritos                                     |
|                  | Hervé Juvin (Independente)              | 1 / 79    |                                                       | Não inscritos                                     |
|                  | Maxette Grisoni-Pirbakas (Independente) | 1 / 79    |                                                       | Não inscritos                                     |
|                  | Jérôme Rivière (Independente)           | 1 / 79    |                                                       | Não inscritos                                     |

| Grupo Parlamentar | Grupo Parlamentar                                 | Deputados |
| ----------------- | ------------------------------------------------- | --------- |
|                   | Renovar a Europa                                  | 23 / 79   |
|                   | Identidade e Democracia                           | 18 / 79   |
|                   | Verdes/Aliança Livre Europeia                     | 12 / 79   |
|                   | Grupo do Partido Popular Europeu                  | 8 / 79    |
|                   | Aliança Progressista dos Socialistas e Democratas | 7 / 79    |
|                   | Esquerda Unitária Europeia/Esquerda Nórdica Verde | 6 / 79    |
|                   | Não inscritos                                     | 4 / 79    |
|                   | Reformistas e Conservadores Europeus              | 1 / 79    |

## Resultados Oficiais
| Partido         | Partido                               | Votos      | %               | +/-   | Deputados | +/-     |
| --------------- | ------------------------------------- | ---------- | --------------- | ----- | --------- | ------- |
|                 | Reagrupamento Nacional                | 7 765 946  | 31,37 / 100,00  | 8,03  | 30 / 81   | 8       |
|                 | A Europa Junta (RE-MoDem-HOR-RAD-UDI) | 3 614 628  | 14,60 / 100,00  | 10,32 | 13 / 81   | 8       |
|                 | Partido Socialista                    | 3 423 989  | 13,83 / 100,00  | 7,64  | 13 / 81   | 8       |
|                 | França Insubmissa                     | 2 448 711  | 9,89 / 100,00   | 3,58  | 9 / 81    | 3       |
|                 | Os Republicanos                       | 1 794 134  | 7,25 / 100,00   | 1,23  | 6 / 81    | 2       |
|                 | Os Ecologistas                        | 1 361 888  | 5,50 / 100,00   | 7,98  | 5 / 81    | 7       |
|                 | Reconquête                            | 1 353 127  | 5,47 / 100,00   | Novo  | 5 / 81    | Novo    |
|                 | Partido Comunista Francês             | 584 054    | 2,36 / 100,00   | 0,13  | 0 / 81    | Estável |
|                 | Aliança Rural                         | 582 894    | 2,35 / 100,00   | Novo  | 0 / 81    | Novo    |
|                 | Partido Animalista                    | 495 936    | 2,00 / 100,00   | 0,16  | 0 / 81    | Estável |
|                 | Aliança Ecologista Independente       | 316 126    | 1,28 / 100,00   | -     | 0 / 81    | -       |
|                 | União Popular Republicana             | 253 037    | 1,02 / 100,00   | 0,15  | 0 / 81    | Estável |
|                 | Outros (com menos de 1,00%)           | 759 303    | 3,07 / 100,00   |       | 0 / 81    |         |
| Votos Inválidos | Votos Inválidos                       | 716 628    | 2,81 / 100,00   | 1,72  |           |         |
|                 |                                       | 25 470 452 | 100,00 / 100,00 |       | 81 / 81   | 7       |
|                 |                                       | 49 462 981 | 51,49 / 100,00  | 1,37  |           |         |
| Fonte           | Fonte                                 | [ 9 ]      | [ 9 ]           | [ 9 ] | [ 9 ]     | [ 9 ]   |

## Representação parlamentar (2024-2029)

### Partidos nacionais
| Partido | Partido                              | Deputados | Grupo parlamentar | Grupo parlamentar                                 |
| ------- | ------------------------------------ | --------- | ----------------- | ------------------------------------------------- |
|         | Reagrupamento Nacional               | 30 / 81   |                   | Patriotas pela Europa                             |
|         | Partido Socialista                   | 10 / 81   |                   | Aliança Progressista dos Socialistas e Democratas |
|         | França Insubmissa                    | 9 / 81    |                   | A Esquerda no Parlamento Europeu - GUE/NGL        |
|         | Os Republicanos                      | 6 / 81    |                   | Grupo do Partido Popular Europeu                  |
|         | Os Ecologistas                       | 5 / 81    |                   | Verdes/Aliança Livre Europeia                     |
|         | Renascimento                         | 5 / 81    |                   | Renovar a Europa                                  |
|         | Movimento Democrático                | 4 / 81    |                   | Renovar a Europa                                  |
|         | Praça Pública                        | 3 / 81    |                   | Aliança Progressista dos Socialistas e Democratas |
|         | Horizontes                           | 2 / 81    |                   | Renovar a Europa                                  |
|         | Guillaume Peltier (a)                | 1 / 81    |                   | Reformistas e Conservadores Europeus              |
|         | Marion Maréchal (a)                  | 1 / 81    |                   | Reformistas e Conservadores Europeus              |
|         | Movimento Conservador (a)            | 1 / 81    |                   | Reformistas e Conservadores Europeus              |
|         | Nicolas Bay (a)                      | 1 / 81    |                   | Reformistas e Conservadores Europeus              |
|         | Reconquête                           | 1 / 81    |                   | Europa das Nações Soberanas                       |
|         | Sandro Gozi (A Europa Junta)         | 1 / 81    |                   | Renovar a Europa                                  |
|         | União dos Democratas e Independentes | 1 / 81    |                   | Renovar a Europa                                  |

(a) Eleitos pelo Reconquête, romperam com o partido após as eleições

### Grupos parlamentares europeus
| Grupo parlamentar | Grupo parlamentar                                 | Deputados |
| ----------------- | ------------------------------------------------- | --------- |
|                   | Patriotas pela Europa                             | 30 / 81   |
|                   | Aliança Progressista dos Socialistas e Democratas | 13 / 81   |
|                   | Renovar a Europa                                  | 13 / 81   |
|                   | A Esquerda no Parlamento Europeu - GUE/NGL        | 9 / 81    |
|                   | Grupo do Partido Popular Europeu                  | 6 / 81    |
|                   | Verdes/Aliança Livre Europeia                     | 5 / 81    |
|                   | Reformistas e Conservadores Europeus              | 4 / 81    |
|                   | Europa das Nações Soberanas                       | 1 / 81    |